# Yurok
Cet article concerne la langue yurok. Pour le peuple yurok, voir Yuroks.
Le yurok est une langue amérindienne  de la famille des langues algiques parlée aux États-Unis, dans le Nord de la Californie. Seuls quelques locuteurs sont encore vivants et la langue est quasiment éteinte.

## Phonologie

### Voyelles
|         | Antérieure    | Centrale        | Postérieure   |
| ------- | ------------- | --------------- | ------------- |
| Fermée  | i [i] iː [iː] |                 | u [u] uː [uː] |
| Moyenne | e [e]         | r [ə˞] rr [ə˞ː] | o [o] oː [oː] |
| Ouverte |               | a [a] aː [aː]   |               |

### Consonnes
|               |           | Bilabiale | Dentale | Rétrofl. | Latérale | Palatale | Vélaire | labio.    | Glottale |
| ------------- | --------- | --------- | ------- | -------- | -------- | -------- | ------- | --------- | -------- |
| Occlusives    | Sourdes   | p [p]     | t [t]   |          |          |          | k [k]   | kw [kʷ]   | ʔ [ʔ]    |
| Occlusives    | Glottales | pʼ[pʼ]    | tʼ[tʼ]  |          |          |          | kʼ [kʼ] | kwʼ [kʷʼ] |          |
| Fricatives    | Sourdes   |           |         | s [ʂ]    | ł [ɬ]    | š [ʃ]    | x [x]   |           | h [h]    |
| Fricatives    | Sonores   |           |         |          |          |          | ɣ [ɣ]   |           |          |
| Fricatives    | Glottales |           |         |          |          |          | ʾɣ [ʾɣ] |           |          |
| Affriquées    | Sourdes   |           |         |          |          | č [t͡ʃ]   |         |           |          |
| Affriquées    | Glottales |           |         |          |          | čʼ [t͡ʃʼ] |         |           |          |
| Nasales       | Simples   | m [m]     | n [n]   |          |          |          |         |           |          |
| Nasales       | Glottales | ʾm [ʾm]   | ʾn [ʾn] |          |          |          |         |           |          |
| Liquides      | Simples   |           |         | r [ɻ]    | l [l]    |          |         |           |          |
| Liquides      | Glottales |           | ʾr [ʾr] |          | ʾl [ʾl]  |          |         |           |          |
| Semi-voyelles | Simples   | w [w]     |         |          |          | y [j]    |         |           |          |
| Semi-voyelles | Glottales | ʾw [ʾw]   |         |          |          | ʾy [ʾj]  |         |           |          |